# Operace Vengeance
Operace Vengeance (~ operace pomsta) byla americká operace za druhé světové války, jejímž uskutečněným cílem byl atentát na japonského admirála Isoroku Jamamota.

## Původní plán a odhalení
Plánovaná cesta Jamamotova letounu měla vést z japonské základny Rabaul na ostrově Nová Británie na ostrov Balalae poblíž ostrova Bougainville v souostroví Šalamounovy ostrovy. Zde měl Jamamoto provést inspekci japonských leteckých jednotek účastnících se Operace I-Go, která zahrnovala rozsáhlý útok na spojenecké lodě, letadla a základny s cílem zastavit spojenecké tažení na jihovýchodě Šalamounových ostrovů a Nové Guiney. Japonské jednotky však navštívil také kvůli morální podpoře, a to i přesto, že byl svými podřízenými o nebezpečnosti této cesty varován.
V úterý 14. dubna 1943 přijaly radiostanice námořnictva USA jednu z mnoha japonských tajných depeší. Ačkoliv se Američanům podařilo přeložit asi jen 15 % obsahu depeše, získali důležitý časový rozvrh Jamamotovy inspekční cesty. Z depeše se jim podařilo vyčíst mimo jiné i informace o jeho dalších návštěvách tamních základen. Kryptograf a plukovník námořní pěchoty A. Bryan Lasswell zprávu ihned poslal veliteli zpravodajské služby Edwinu Laytonovi, který ji osobně předal admirálovi Chesteru Nimitzovi.
Kvůli faktu, že atentát na Jamamota by Japonce upozornil na prolomení jejich kódů, ještě Nimitz s Laytonem debatovali, ale shodli se, že je v zájmu Spojených států vyřadit nejnadanějšího japonského a Američany nenáviděného admirála a velitele (nejen) Útoku na Pearl Harbor. Všem, včetně účastníků operace, však bylo sděleno, že informace pocházejí od pobřežních pozorovatelů.

## Průběh operace
Vzdálenost mezi plánovanou cestou a nejbližší spojeneckou základnou byla zhruba 450 mil (724 km), což byla vzdálenost za hranicí doletu i nových stíhacích letounů Vought F4U Corsair. Jedinými letouny v oblasti, které by mohly útok provést, byly stíhací a bombardovací letouny Lockheed P-38 Lightning, které byly schopné nést přídavné palivové nádrže.
Vypracováním podrobného plánu operace byl pověřen major John W. Mitchell, který se akce také zúčastnil. Plán zahrnoval použití 14 letadel jako krytí čtyř útočících. V plánu však bylo zmíněno i spousta dalších faktorů důležitých k úspěchu akce, jako například rychlost a směr větru či let těsně nad hladinou oceánu z důvodu vyhnutí se nepřátelským radarům, což však vzdálenost protáhlo až na 600 mil (966 km).

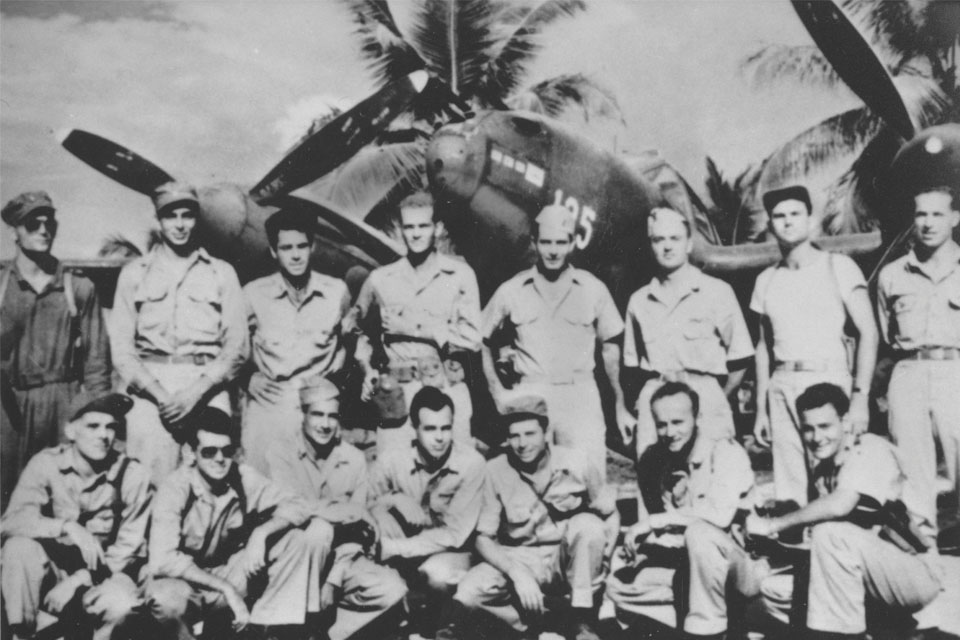
339. stíhací peruť (nahoře třetí zleva kapitán Lanphier a dole uprostřed poručík Barber a major Mitchell)

### Americká sestava

#### Útočná skupina (4 letouny P-38)
- Kapitán Thomas George Lanphier Jr.
- Poručík Rex T. Barber
- Poručík Jim McLanahan (neodstartoval kvůli prasklé pneumatice, nahrazen Besbym F. Holmesem)
- Poručík Joe Moore (nezúčastnil se útoku, kvůli poruše přídavných nádrží, nahrazen Raymondem K. Hinem)

#### Krycí skupina (12 letounů P-38)
- Major John Mitchell
- Poručík William Smith
- Poručík Gordon Whittiker
- Poručík Roger Ames
- Kapitán Louis Kittel
- Poručík Lawrence Graebner
- Poručík Doug Canning
- Poručík Delton Goerke
- Poručík Julius Jacobson
- Poručík Eldon Stratton
- Poručík Albert Long
- Poručík Everett Anglin
- Poručík Besby F. Holmes (nahradil McLanahana, před zahájením útoku se mu však nepodařilo odhodit nádrže a obrátil se zpět)
- Poručík Raymond K. Hine (nahradil Moorea)

Operace byla zahájena v 7:25, avšak dva letouny se nakonec musely stáhnout. Jeden havaroval z důvodu prasklé pneumatiky a druhému nefungovaly přídavné nádrže, kvůli čemuž se musel brzy po vzletu vrátit. Po více než dvou hodinách rádiového klidu letka konečně dorazila do cílové oblasti. Na pověstně přesného Jamamota zaútočili v 9:35, kdy už japonská letadla začínala pomalu klesat a chystat se na přistání. Místo očekávaného jednoho transportního bombardéru Micubiši G4M1 se zde však nacházely dva a oba ve výšce 4 500 stop (1 372 metrů). Šest doprovodných stíhaček Micubiši A6M3 (kódové označení „Zero“) bylo rozděleno na tři poblíž dvou transportních bombardérů a tři zhruba 450 metrů nad nimi. Jako první spatřil japonská letadla velitel krycího oddílu poručík Doug Canning. Americké letouny ihned poté odhodily přídavné nádrže, stočily se po směru bombardérů a začaly rychle stoupat.
Do čela americké formace se brzy dostali pouze zbylí dva piloti z útočné letky (Hine letěl za Holmesem, kterému se nepodařilo odhodit přídavné nádrže) a mezitím, co Lanphier zaútočil na tři Zera, Barber se dostal přímo za jeden z bombardérů a přesnou střelbou mu vyřadil levý motor, načež začal bombardér prudce klesat a zřítil se do džungle. Hned poté se zaměřil i na druhý bombardér, který se však hned po zpozorování amerických letounů snesl těsně nad koruny stromů.
Tou dobou už byla v útoku zapojena většina amerických i japonských stíhaček a Barberovi se podařilo zahlédnout i druhý bombardér. Ten se již nacházel blízko na nad vodou, pod útokem Holmesova letadla, kterému se konečně podařilo zbavit se přídavných nádrží. Holmes i Hine však bombardér s poškozeným pravým motorem přeletěli, ale v tu chvíli se k němu snesl Barber a na bombardér zaútočil také. Poškozený bombardér se rychle pokusil přistát na vodní hladině a všichni tři útočníci se dostali pod palbu japonských stíhaček. Ty však rychle zneškodnilo několik letadel z krycí skupiny a všechny Zera se stáhly.
Všichni američtí piloti kromě Hinea, který se pravděpodobně zřítil do moře z útoku vyvázli a za pomoci zbylého paliva se jim podařilo dostat zpět na Guadalcanal. Pouze Holmes byl donucen přistát na Russellových ostrovech o několik kilometrů blíž. Mezi piloty však brzy nastaly spory o tom, kdo vlastně sestřelil bombardéry i ostatní stíhačky. Hlavně Lanphier si nárokoval sestřelení nejvíce letadel včetně jednoho z bombardérů. I po několika oficiálních šetřeních nejsou dosud všechna fakta zcela objasněna, ale většina se i přesto přiklání spíše k výpovědi poručíka Barbera.

## Následky

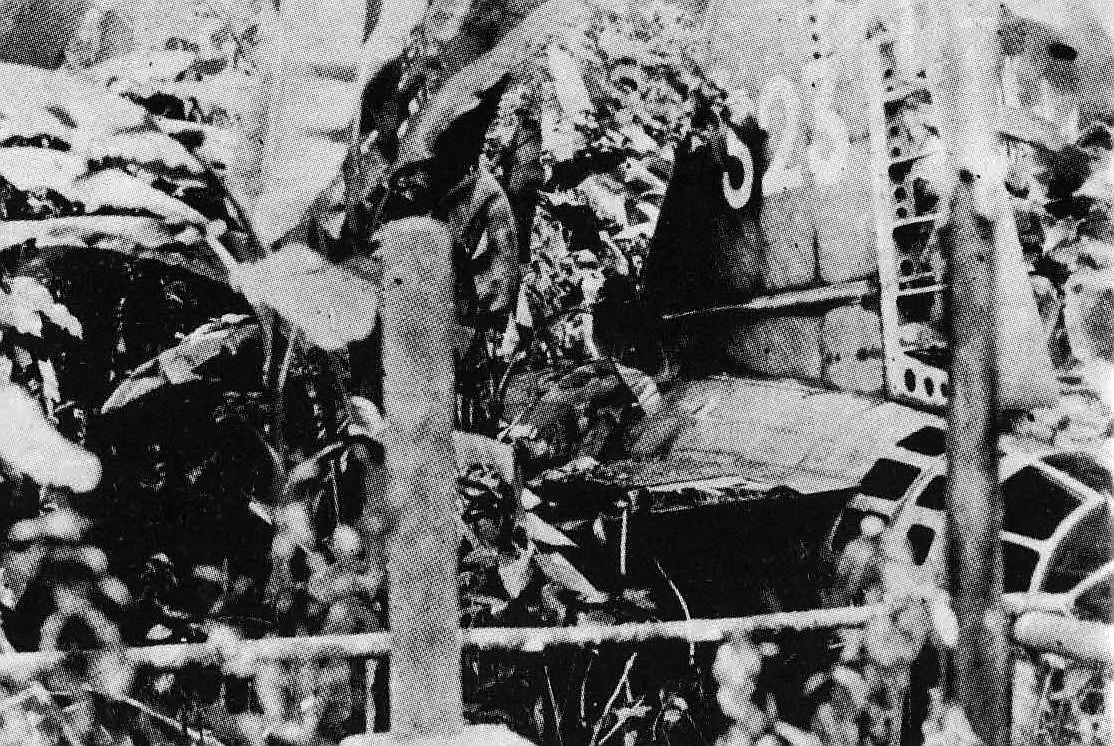
Vrak transportního bombardéru Micubiši G4M1, ve kterém Jamamoto cestoval.

Jamamotova smrt jakožto geniálního velitele byla pro Japonce velkou ztrátou a také těžkou ránou pro národní morálku. Američany naopak velmi povzbudila a opět dostali další naději, že válku vyhrají a všechny strůjce útoku na Pearl Harbor přivedou k odpovědnosti. Útok byl také proveden symbolicky přesně rok po Doolittlově náletu na Japonsko.
Japonské materiální ztráty, navzdory americkým nárokům i na čtyři sestřelené stíhačky, činily pouze dva bombardéry. Všech šest stíhaček se vrátilo zpět do Rabaulu, ale konce války se nakonec dožil pouze jeden z jejich pilotů – Kendži Janagija.
Ztrátu svého nejvýznamnějšího admirála Japonsko oficiálně přiznalo až o více než měsíc později (21. května) a 5. června mu byl uspořádán státní pohřeb.
Všichni piloti, kteří se operace zúčastnili byli oceněni vyznamenáním Námořní kříž.
Vrak Jamamotova transportního bombardéru leží dosud na místě zřícení.